# يوسف مالح
يوسف مالح (22 أغسطس 1998) هو لاعب كرة قدم إيطالي-مغربي يلعب في مركز خط الوسط في نادي فيورنتينا.